# Portalrubio
Portalrubio es una localidad española del municipio de Pancrudo, perteneciente a la provincia de Teruel, en la comunidad autónoma de Aragón. Está ubicada en la comarca de la Comunidad de Teruel.

## Geografía
Portalrubio está situado en la carretera comarcal A-1510 y a 2,5 km del cruce de la "Venta del Diablo" con la CN 211 (Alcolea del Pinar-Fraga), en una zona montañosa perteneciente al Sistema Ibérico, recostado en una ladera de una colina situada en una hoya o pequeño valle. Tiene 7 habitantes, se encuentra a 7 km de Pancrudo y a 60 km de Teruel. Hacia el sur se alza una sierra formada por tres picos conocidos popularmente por "El Santo". El punto más alto se encuentra al este de la población, inicio de una "muela" de más de 3 km de longitud y 1,5 km de anchura.
En el término abundan los arbustos aromáticos, como el tomillo, el romero, el té de roca y la aliaga. Entre las variedades forestales típicas del bosque continental se encuentran el quejigo, el enebro, la encina, el roble, la sabina, el azarollo o serbal y, con la repoblación iniciada en 1940, el pino.

## Historia

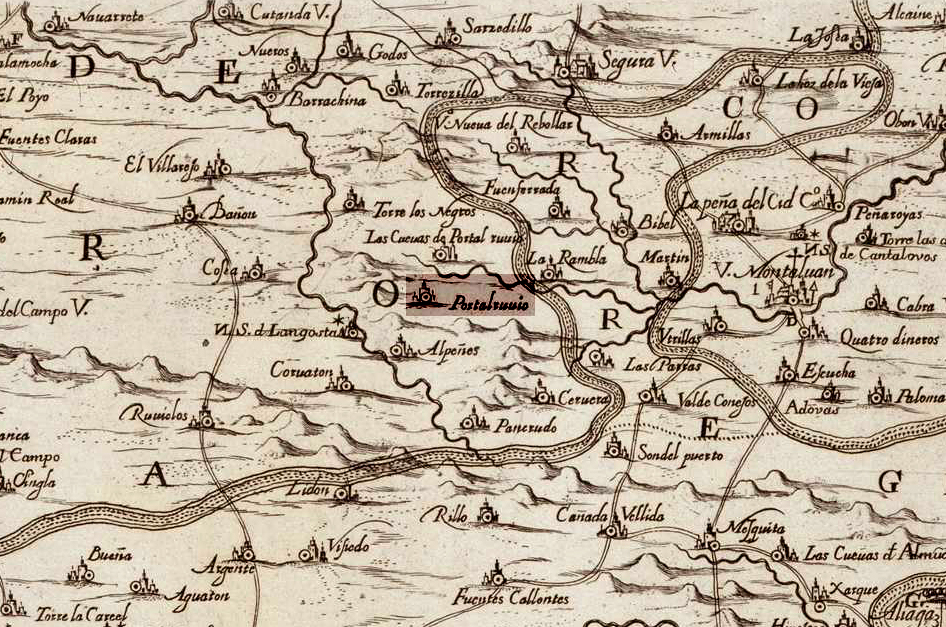
Detalle de la localización de Portalrubio en el mapa del Reino de Aragón de Juan Bautista Labaña (1619). Al suroeste de la localidad se aprecia la existencia del santuario de Nuestra Señora de la Langosta, al que los portalrubienses acudían dos veces al año en romería.

Resulta difícil recabar noticias sobre Portalrubio anteriores a la Reconquista. Cabe pensar que, entre los años 1118 y 1134, Alfonso I el Batallador (1104-1134) lo reconquistó, junto a toda la comarca de Montalbán, en nombre del Reino de Aragón. Precisamente, es en las crónicas de la ciudad de Montalbán donde Portalrubio empieza a ser nombrada como «una pequeña aldea de 50 fuegos».
Hasta el principio del siglo XX aún se conservaban los restos de un castillo en el llamado «Hocino», un monte próximo al pueblo. Dichos restos, desaparecidos por la reutilización de sus piedras en la reconstrucción del pueblo tras la Guerra Civil de 1936, hablan de su pasado medieval como zona fronteriza. En el año 1248, por privilegio de Jaime I, este lugar se desliga de la dependencia de Daroca, pasando a formar parte de Sesma de Barrachina en la Comunidad de Aldeas de Daroca, que en 1838 fue disuelta.
A mediados del siglo XIX, el lugar, por entonces con ayuntamiento propio, tenía contabilizada una población de 206 habitantes. Aparece descrito en el decimotercer volumen del Diccionario geográfico-estadístico-histórico de España y sus posesiones de Ultramar de Pascual Madoz de la siguiente manera:

PORTALRUBIO: l. con ayunt. en la prov. de Teruel (9 leg.), part. jud. de Segura (3), aud. terr. de Zaragoza (18), y c. g. de Aragon. sit. en una eminencia cercada de un valle; el clima es sumamente frio y las enfermedades mas comunes catarros y dolores de costado. Se compone de unas 60 casas de mala construccion; una igl. parr. (San Martin) servida por un cura de ascenso de provision ordinaria; una escuela de instruccion pública concurrida por 15 niños, y un cementerio que no perjudica á la salud pública. Confina el térm. por el N. con el de las Cuevas de Portalrubio; E. La rambla; S. Alpeñez, y O. Cossa; se estiende de N. á S dos horas y una de E. á O.; hay muy próximo al pueblo una fuente de cuyas aguas se surten los vec. El terreno es de buena calidad y participa de llano y monte, teniendo unos huertos en los que se cria hortaliza. Los caminos generalmente son de herradura; pasa por el térm. la carretera que antes iba de Zaragoza á Teruel. La correspondencia se recibe de Montalvan. prod.: trigo, semillas, hortalizas y algunos pastos, hay ganado lanar y caza menor. pobl.: 51 vec.; 206 alm. riqueza imp.: 66,047 rs.
(Madoz, 1849, p. 159)

El municipio de Portalrubio desapareció en 1973, al ser incorporado al de Pancrudo.

## Demografía
| Gráfica de evolución demográfica de Portalrubio entre 1842 y 1970 |
| |
| Población de derecho según los censos de población del INE. Población de hecho según los censos de población del INE.En 1981 este municipio desaparece porque se integra en el municipio Pancrudo. |

## Economía
Su economía se basa en la agricultura y la ganadería. Fundamentalmente se cultivan productos de secano, como el trigo, la cebada o el pipirigallo. La ganadería es predominantemente ovina, aunque hasta los años ochenta todavía se estabulaban cabezas de vacuno para la producción de leche.

## Patrimonio
Se han encontrado numerosos fósiles líticos, y destacan los yacimientos arqueológicos el poblado de la «Piedra de la Carrasquilla», del Bronce Final. También se han encontrado poblados ibéricos: «El Castillo», «El Molinero» y «La Pedriza». 

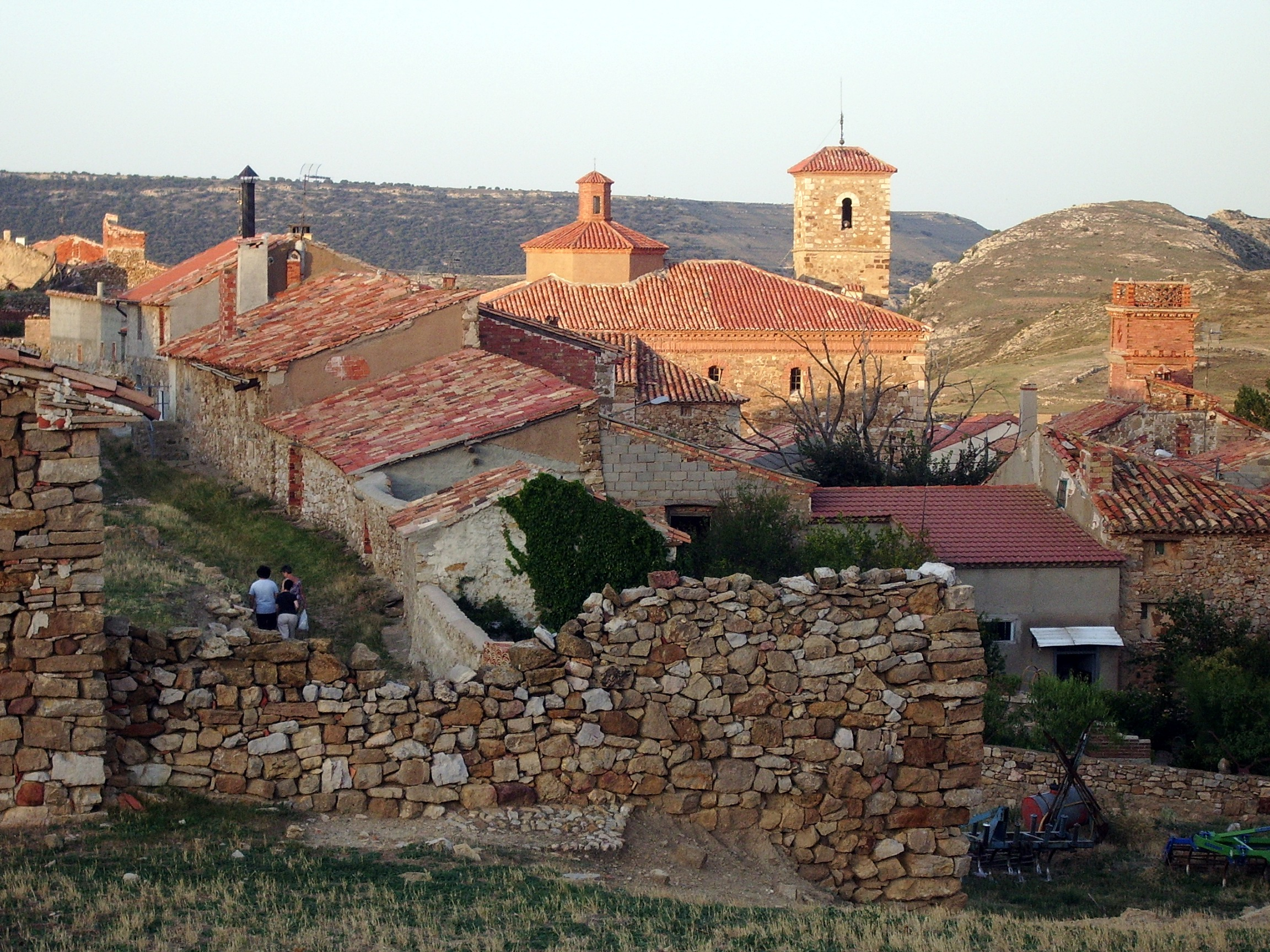
Vista con la iglesia de San Martín

De su patrimonio histórico artístico se puede señalar la iglesia de San Martín, de estilo neoclásico de finales siglo XVII y el trinquete sustentado con dos pilastras posiblemente reutilizadas de alguna construcción románica, actualmente restaurado. Edificado en mampostería, el templo de San Martín consta de tres naves, la central cubierta con bóveda de medio cañón con lunetos y las laterales con bóveda arista. Una de las bóvedas fue reconstruida en 1947 tras su hundimiento ocasionado por los daños de la Guerra Civil.
El presbiterio está cubierto con cúpula de media naranja y linterna. De apariencia robusta y sencilla, solo aparece ornamentada su portada y un friso convexo que recorre los paños sobre la altura de los pilares. El patrimonio de objetos religiosos que albergaba en su interior desapareció durante la guerra civil.
Es reseñable asimismo el trinquete, un edificio abierto a una plaza por medio de dos grandes arcos de medio punto de ladrillo que descansan sobre una columna de piedra, en la plaza del pueblo. Hay una olma en el pueblo.

## Fiestas y tradiciones
En las fiestas patronales, en honor a San Roque, se cantan unos gozos a San Abdón y San Senén (de quienes se veneraban sus reliquias) conocidos como «Los santos de piedra» pues son santos protectores del granizo, que en esta región se conoce como «pedrisco» o simplemente «piedra». El estribillo de estos gozos reza así:

Guardad los campos de piedra,
Abdón y Senén sagrados.

En la actualidad se celebran el primer fin de semana de agosto, ya que el resto del año hay poca gente. Portalrubio se convirtió en el primer pueblo que cambiaba sus fiestas patronales de las fechas tradicionales al mes de agosto. Cambio que en los años sucesivos realizaron la mayoría de los pueblos de la comarca.
Una tradición señalada es la romería que se realiza el primer domingo de junio y el primer domingo de octubre a la ermita de la Virgen de la Langosta, situada en el cercano municipio de Alpeñés.